# Lesotho na Letnich Igrzyskach Olimpijskich 2020
Lesotho na Letnich Igrzyskach Olimpijskich 2020 – występ kadry sportowców reprezentujących Lesotho na igrzyskach olimpijskich, które odbyły się w Tokio w Japonii, w dniach 23 lipca - 8 sierpnia 2021 roku.
Reprezentacja Lesotho liczyła dwoje zawodników - jednego mężczyznę oraz jedną kobietę, którzy wystąpili w jednej dyscyplinie.
Był to dwunasty start tego kraju na letnich igrzyskach olimpijskich.

## Reprezentanci

### Lekkoatletyka
Mężczyźni
| Zawodnik              | Konkurencja | Finał   | Finał   |
| Zawodnik              | Konkurencja | Czas    | Miejsce |
| --------------------- | ----------- | ------- | ------- |
| Khoarahlane Seutloali | Maraton     | 2:25:03 | 67.     |

Kobiety
| Zawodniczka    | Konkurencja | Finał   | Finał   |
| Zawodniczka    | Konkurencja | Czas    | Miejsce |
| -------------- | ----------- | ------- | ------- |
| Neheng Khatala | Maraton     | 2:33:15 | 20.     |